# Johann August von Voigt
Johann August von Voigt (* 17. Mai 1677 in Zerbst; † 6. August 1742 in Magdeburg) war ein königlich-preußischer Generalmajor, Chef des Infanterie-Regiments Nr. 20 sowie Amtshauptmann von Beeskow, Storkow und Tapiau und Träger des Pour le Mérite.

## Leben
Sein Vater war Schatzmeister des Fürsten von Anhalt-Zerbst († 1693), seine Mutter war eine von Grote aus Hamburg.
Er trat 1691 in kurbrandenburger Dienste und kam zum Reiter Regiment Nr. 11 (Markgraf Albrecht). Er blieb dort sieben Jahre und wurde in dieser Zeit Unteroffizier. Als 1702 das Infanterie-Regiment Nr. 19 aufgestellt wurde, wechselte er als Fähnrich in das Regiment. Nach zwei Jahren (1700) wurde er Leutnant und danach Stabshauptmann, 1711 erhielt er seine eigene Kompanie. König Friedrich Wilhelm I. soll ihn im Jahr 1714 in den Adelsstand erhoben haben. 1716 wurde er Major, am 8. Juli 1724 Oberstleutnant und Kommandeur des Regiments. 1735 wurde er Oberst und erhielt am 20. August 1738 die Amtshauptmannschaft von Beeskow.
Unter Friedrich II. erhielt er den Pour le Mérite. Im Ersten Schlesischen Krieg erhielt er wegen besonderer Tapferkeit am 8. Mai 1741 zudem die Amtshauptmannschaft von Tapiau. Er konnte sich besonders bei der Einnahme von Glogau hervortun.
Am 1. August 1741 übernahm er das Regiment Nr. 20 (Graevenitz). 1742 erhielt er die Beförderung zum Generalmajor. Nach seinem Tod in Magdeburg wurde er in der dortige Garnisonskirche beerdigt. 

## Familie
Er war seit dem 1711 mit NN. von Martini († 1732) verheiratet. Sie war die Tochter des königlichen Rates Martini aus Moers. Er hatte mit seiner Frau zwölf Kinder, von denen drei Söhne und drei Töchter überlebten.